# Gouvernement Colombo
 (septembre 2023).
Si vous disposez d'ouvrages ou d'articles de référence ou si vous connaissez des sites web de qualité traitant du thème abordé ici, merci de compléter l'article en donnant les références utiles à sa vérifiabilité et en les liant à la section « Notes et références ».
République italienne
Rumor III Andreotti I
Le gouvernement Colombo (Governo Colombo, en italien) est le vingt-sixième gouvernement de la République italienne entre le 6 août 1970 et le 17 février 1972, durant la cinquième législature du Parlement.

## Coalition et historique
Dirigé par le nouveau président du Conseil des ministres démocrate-chrétien Emilio Colombo, ancien ministre, il est initialement soutenu par la Démocratie chrétienne (DC), le Parti socialiste italien (PSI), le Parti social-démocrate italien (PSDI) et le Parti républicain italien (PRI), qui disposent ensemble de 366 députés sur 630 à la Chambre des députés, soit 58,1 % des sièges, et de 183 sénateurs sur 322 au Sénat de la République, soit 56,8 % des sièges.
Il succède au troisième gouvernement du démocrate-chrétien Mariano Rumor, composé des mêmes partis. Le 1er mars 1973, le PRI se retire, réduisant le nombre des députés de la majorité à 357 et celui des sénateurs à 181, ne remettant donc pas en cause la majorité absolue dont dispose la coalition dans les deux chambres du Parlement. Il est remplacé, après plus d'un an et demi de mandat, par le premier gouvernement du démocrate-chrétien Giulio Andreotti, formé uniquement de membres de la DC.

## Composition

### Initiale (6 août 1970)
- Les nouveaux ministres sont indiqués en gras, ceux ayant changé d'attributions en italique.

| Fonction                                                                                      | Titulaire | Titulaire                                                                               | Parti |
| --------------------------------------------------------------------------------------------- | --------- | --------------------------------------------------------------------------------------- | ----- |
| Président du Conseil des ministres                                                            |           | Emilio Colombo                                                                          | DC    |
| Vice-président du Conseil des ministres                                                       |           | Francesco De Martino                                                                    | PSI   |
| Ministres sans portefeuille                                                                   |           |                                                                                         |       |
| Ministre pour les Affaires politiques particulières et la Coordination                        |           | Giuseppe Lupis                                                                          | PSDI  |
| Ministre pour les Interventions extraordinaires dans le Mezzogiorno et les zones en crise     |           | Paolo Emilio Taviani                                                                    | DC    |
| Ministre pour les Problèmes de mise en place des Régions                                      |           | Eugenio Gatto                                                                           | DC    |
| Ministre pour les Rapports entre le gouvernement et le Parlement                              |           | Carlo Russo                                                                             | DC    |
| Ministre pour la coordination des initiatives pour la Recherche scientifique et technologique |           | Camillo Ripamonti                                                                       | DC    |
| Ministre pour la Réforme de l'administration publique                                         |           | Remo Gaspari                                                                            | DC    |
| Ministres                                                                                     |           |                                                                                         |       |
| Ministre des Affaires étrangères                                                              |           | Aldo Moro                                                                               | DC    |
| Ministre de l'Intérieur                                                                       |           | Franco Restivo                                                                          | DC    |
| Ministre des Grâces et de la Justice                                                          |           | Oronzo Reale (jusqu'au 01/03/1971)                                                      | PRI   |
| Ministre des Grâces et de la Justice                                                          |           | Emilio Colombo (par intérim)                                                            | DC    |
| Ministre du Budget et de la Programmation économique                                          |           | Antonio Giolitti                                                                        | PSI   |
| Ministre des Finances                                                                         |           | Luigi Preti                                                                             | PSI   |
| Ministre du Trésor                                                                            |           | Mario Ferrari Aggradi                                                                   | DC    |
| Ministre de la Défense                                                                        |           | Mario Tanassi                                                                           | PSDI  |
| Ministre de l'Instruction publique                                                            |           | Riccardo Misasi                                                                         | DC    |
| Ministre des Travaux publics                                                                  |           | Salvatore Lauricella                                                                    | PSI   |
| Ministre de l'Agriculture et des Forêts                                                       |           | Lorenzo Natali                                                                          | DC    |
| Ministre des Transports et de l'Aviation civile                                               |           | Italo Viglianesi                                                                        | PSI   |
| Ministre des Postes et des Télécommunications                                                 |           | Giacinto Bosco                                                                          | DC    |
| Ministre de l'Industrie, du Commerce et de l'Artisanat                                        |           | Silvio Gava                                                                             | DC    |
| Ministre de la Santé                                                                          |           | Luigi Mariotti                                                                          | PSI   |
| Ministre du Commerce extérieur                                                                |           | Mario Zagari                                                                            | PSI   |
| Ministre de la Marine marchande                                                               |           | Salvatore Mannironi (décès le 06/04/1971) Gioacchino Attaguile (à partir du 10/04/1971) | DC    |
| Ministre des Participations d'État                                                            |           | Flaminio Piccoli                                                                        | DC    |
| Ministre du Travail et de la Sécurité sociale                                                 |           | Carlo Donat-Cattin                                                                      | DC    |
| Ministre du Tourisme et du Divertissement                                                     |           | Gianmatteo Matteotti                                                                    | PSDI  |